# Cerisy
Pour les articles homonymes, voir Cerisy (homonymie).
Cerisy est une commune française située dans le département de la Somme, en région Hauts-de-France. La commune s'appelait autrefois Cerisy-Gailly.

## Géographie

### Localisation
Cerisy est un petit village de la Haute Somme situé à l'est d'Amiens et à 12 km au sud d'Albert, au centre d'un triangle formé par les villes de Corbie, de Bray-sur-Somme et de Villers-Bretonneux, à distance à peu près égale entre Péronne et Amiens.

#### Communes limitrophes
| Sailly-Laurette           | Sailly-Laurette | Chipilly |
| Le Hamel Lamotte-Warfusée | Cerisy          | Chipilly |
| Lamotte-Warfusée          | Bayonvillers    | Morcourt |

### Nature du sol et du sous-sol
Le sol de la commune est à dominante argilo-siliceux. Au sud, on rencontre quelques terrains très calcaires recouverts d'une mince couche de terre végétale. Vers Bayonvillers et Lamotte-Warfusée se trouvent des bancs de silex. Au nord et au nord-est, le sol est marécageux et tourbeux jusqu'à la Somme.

### Relief, paysage, végétation
Le relif de la commune est composé de deux entités : un plateauau sud séparés par des vallées sèches dont la plus importante est la vallée de Boisreau, au nord la vallée de la Somme, des étangs et des marais. Le point culminant de la commune est situé à 66 m d'altitude sur le plateau.

### Hydrographie

#### Réseau hydrographique
La commune est située dans le bassin Artois-Picardie. Elle est drainée par la Somme canalisée, le bras de décharge rd ecl 13 Sailly conf canal de la Somme à la vanne bras de décharge, la Carrière et le Gailly,.
Le canal de la Somme, construit entre 1770 et 1827, et mis au gabarit Freycinet en 1880, est long 170 km. Il débute à Saint-Simon où il touche au canal de Saint-Quentin et débouche dans la baie de Somme.

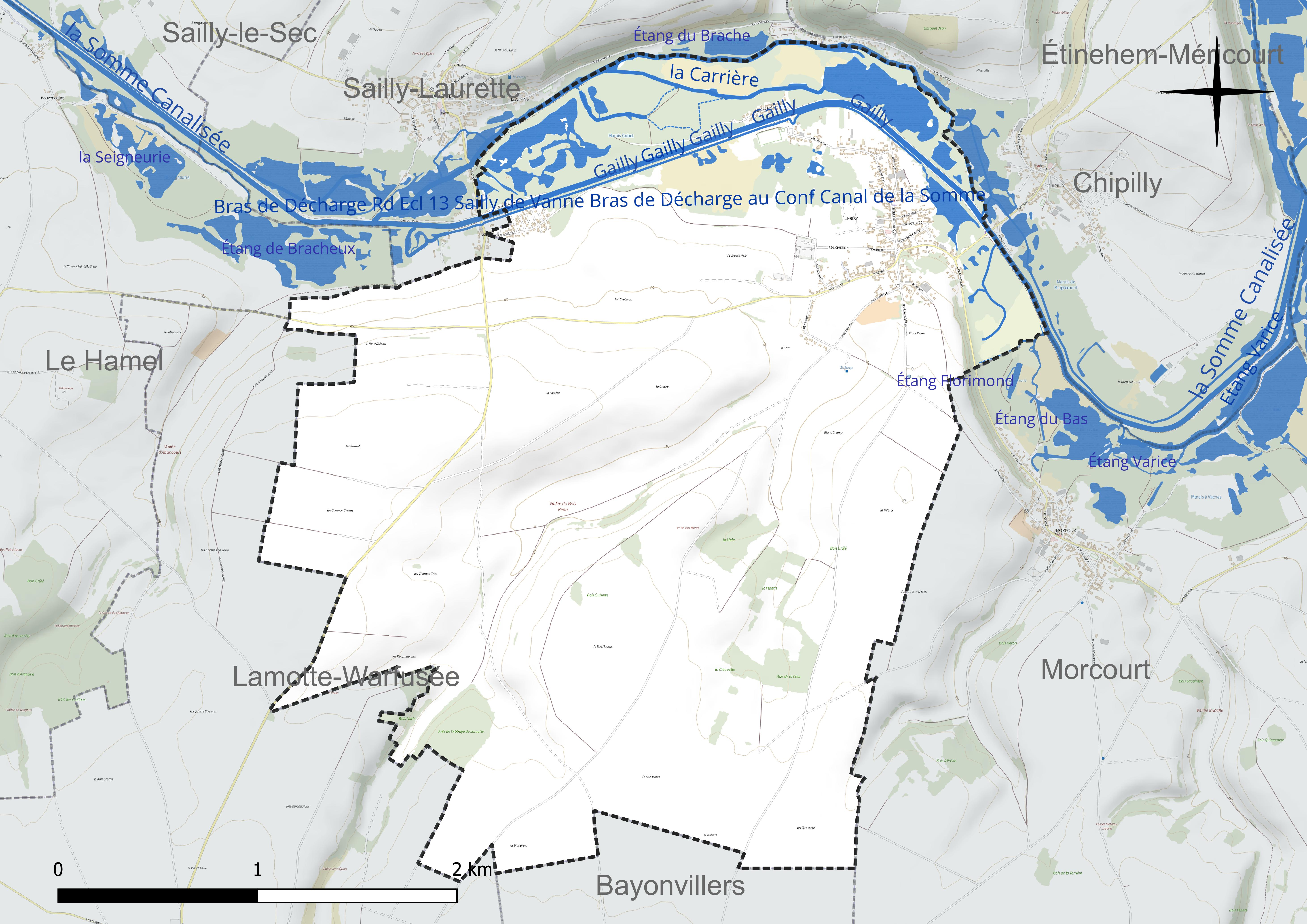
Réseau hydrographique de Cerisy.

#### Gestion et qualité des eaux
Le territoire communal est couvert par le schéma d'aménagement et de gestion des eaux (SAGE) « Haute Somme ». Ce document de planification concerne un territoire de 1 798 km2 de superficie, délimité par le bassin versant de la Haute Somme est constitué d'un réseau hydrographique complexe de cours d'eau, de marais, d'étangs et de canaux. Le périmètre a été arrêté le 21 avril 2006 et le SAGE proprement dit a été approuvé le 15 juin 2017. La structure porteuse de l'élaboration et de la mise en œuvre est le syndicat mixte d'aménagement hydraulique du bassin versant de la Somme (AMEVA).
La qualité des cours d'eau peut être consultée sur un site dédié géré par les agences de l'eau et l'Agence française pour la biodiversité.

### Climat
Pour des articles plus généraux, voir Climat des Hauts-de-France et Climat de la Somme.
En 2010, le climat de la commune est de type climat océanique dégradé des plaines du Centre et du Nord, selon une étude du CNRS s'appuyant sur une série de données couvrant la période 1971-2000. En 2020, Météo-France publie une typologie des climats de la France métropolitaine dans laquelle la commune est exposée à un climat océanique et est dans la région climatique Nord-est du bassin Parisien, caractérisée par un ensoleillement médiocre, une pluviométrie moyenne régulièrement répartie au cours de l'année et un hiver froid (3 °C).
Pour la période 1971-2000, la température annuelle moyenne est de 10,6 °C, avec une amplitude thermique annuelle de 14,5 °C. Le cumul annuel moyen de précipitations est de 688 mm, avec 11,9 jours de précipitations en janvier et 8,5 jours en juillet. Pour la période 1991-2020, la température moyenne annuelle observée sur la station météorologique la plus proche, située sur la commune de Méaulte à 9 km à vol d'oiseau, est de 10,7 °C et le cumul annuel moyen de précipitations est de 730,3 mm,. Pour l'avenir, les paramètres climatiques de la commune estimés pour 2050 selon différents scénarios d'émission de gaz à effet de serre sont consultables sur un site dédié publié par Météo-France en novembre 2022.

#### Activités économiques
Les activités économiques sont essentiellement liées à l'agriculture. Sur le territoire communal sont situées une entreprise industrielle et une menuiserie. Il n'y a plus de commerce dans la commune hormis le passage de commerçants ambulants (boulangerie, boucherie...).
Les services sont représentés par un cabinet infirmier et l'école communale avec cantine.
La commune souffre d'un relatif enclavement, elle n'est reliée aux autres villages que par des axes secondaires.

## Urbanisme

### Typologie
Au 1er janvier 2024, Cerisy est catégorisée commune rurale à habitat dispersé, selon la nouvelle grille communale de densité à sept niveaux définie par l'Insee en 2022.
Elle est située hors unité urbaine. Par ailleurs la commune fait partie de l'aire d'attraction d'Amiens, dont elle est une commune de la couronne,. Cette aire, qui regroupe 369 communes, est catégorisée dans les aires de 200 000 à moins de 700 000 habitants,.

### Occupation des sols
L'occupation des sols de la commune, telle qu'elle ressort de la base de données européenne d'occupation biophysique des sols Corine Land Cover (CLC), est marquée par l'importance des territoires agricoles (80,6 % en 2018), en diminution par rapport à 1990 (81,7 %). La répartition détaillée en 2018 est la suivante : 
terres arables (75,1 %), forêts (6,5 %), zones agricoles hétérogènes (5,5 %), zones urbanisées (4,9 %), zones humides intérieures (4,2 %), eaux continentales (3,8 %). L'évolution de l'occupation des sols de la commune et de ses infrastructures peut être observée sur les différentes représentations cartographiques du territoire : la carte de Cassini (XVIIIe siècle), la carte d'état-major (1820-1866) et les cartes ou photos aériennes de l'IGN pour la période actuelle (1950 à aujourd'hui).

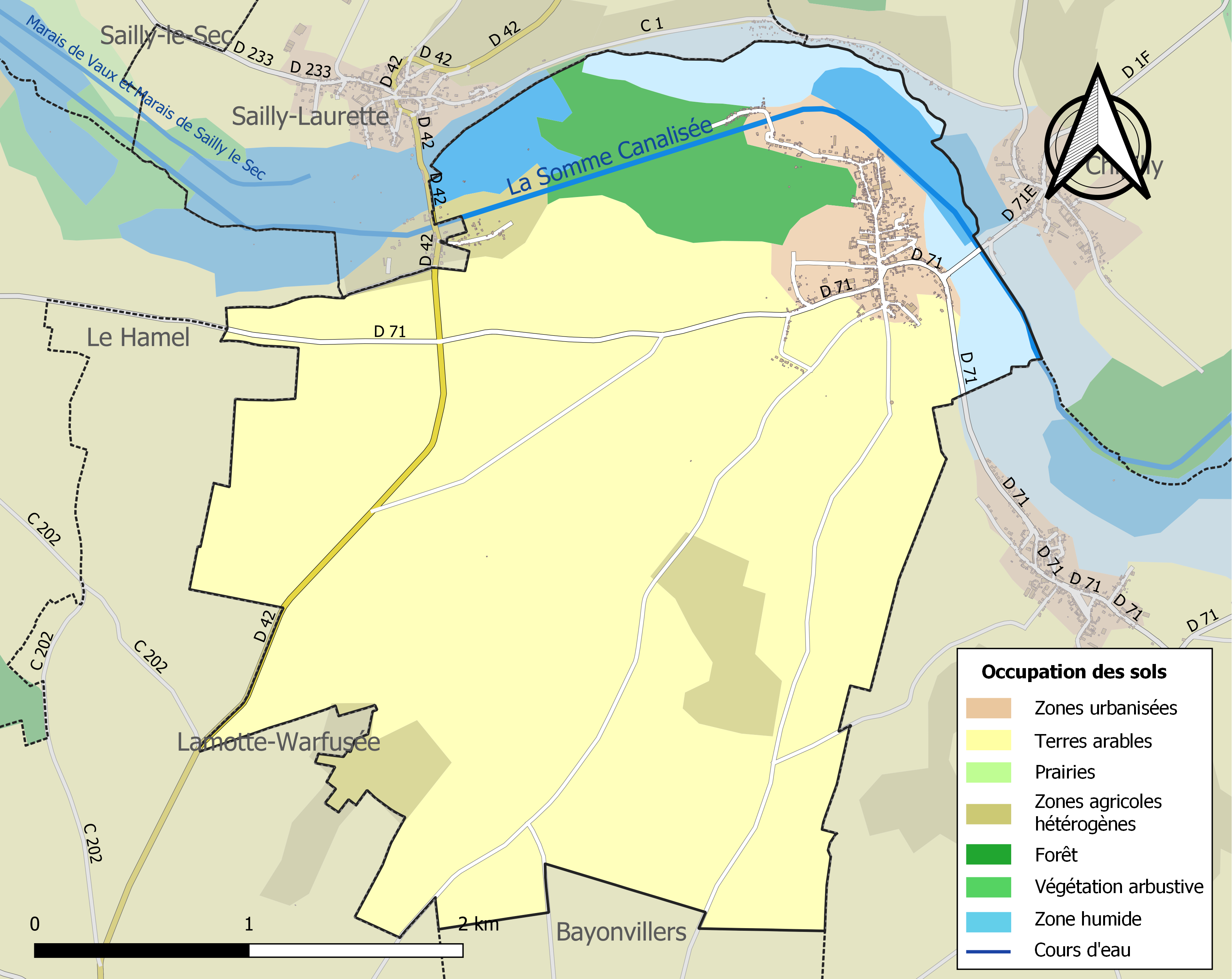
Carte des infrastructures et de l'occupation des sols de la commune en 2018 (CLC).

### Habitat
Cerisy est située le long de la vallée de la Somme. Une petite partie du village est bâtie à flanc de coteau. Les habitations étaient groupées à l'origine autour de l'église et de la mairie mais des constructions récentes de maisons individuelles s'étalent le long des axes principaux de la commune.
Une piste cyclable est en cours de réalisation le long du canal de la Somme ainsi qu'un chemin pour les pêcheurs.

## Toponymie
On trouve plusieurs formes pour désigner Cerisy dans les textes anciens : Ciriciacus (1066.) ; Cerisiacum (1079.) ; Cherisy (1126.) ; Cherisiacum (1176.) ; Ceresi (1190.) ; Chirisiacum (1200.) ; Cerisi (1200.) ; Cherisi (1200.) ; Cyrisiacum (1200.) ; Cerasium… et Cerisium… au XIIIe siècle ; Cheresi (1249.) ; Cheri (1257.) ; Chierisi (1260.) ; Cerisy (1567.) ; Serizy (1634.) ; Serisay (1636.) ; Cerizy (1648.) ; Cerizi (1692.) ;  Cerisy-Gailly (1801.) ; Cherisy.

## Histoire
L'histoire de la commune est connue grâce à l'ouvrage de l'Abbé Decagny.

### Moyen Âge
Cerisy-Gailly devenue Cerisy est une commune dont l'origine est fort ancienne. Le village existait avant la fondation de l'abbaye de Corbie au VIIe siècle. Il fut une des premières donations faites à l'abbaye qui y avait installé un prieuré et une prévôté pour contrôler l'exploitation des terres.
La seigneurie de Cerisy était mouvante du château de Bray-sur-Somme.
Une charte communale fut octroyée à Cerisy en 1159. La paroisse fut créée en 1220.
Au XVe siècle, Cerisy fut ravagée par les Bourguignons comme le précise une pierre gravée dans le portail de l'église.

### Époque moderne
Le 4 août 1636, les Espagnols franchissent la Somme à Cerisy, ne pouvant le faire à Bray. Ils purent, par la suite, s'emparer de la ville de Corbie.
Depuis 1693, une école existe à Cerisy.

### Époque contemporaine
À la Révolution française, le prieuré de Cerisy fut supprimé.
En 1870-1871, la population dut subir les réquisitions de l'armée prussienne.
Pendant la Grande Guerre, de 1914 à 1918, le village a vu défiler un grand nombre de troupes qui montaient ou revenaient de la ligne de front.
Depuis le 1er janvier 1966, Gailly est devenu un hameau de Sailly-Laurette dont il n'est séparé que par la Somme. La population de Gailly pour des raisons pratiques a préféré être rattachée à la commune de Sailly-Laurette : le raccordement au réseau électrique et l'adduction d'eau y ont été beaucoup plus faciles. Cerisy-Gailly prit donc le nom de Cerisy.
Par arrêté préfectoral du 27 décembre 2016, la commune est détachée le 1er janvier 2017 de l'arrondissement de Péronne pour intégrer l'arrondissement d'Amiens.

## Politique et administration
| Période                                  | Période                      | Identité         | Étiquette | Qualité                                                                                |
| ---------------------------------------- | ---------------------------- | ---------------- | --------- | -------------------------------------------------------------------------------------- |
| Les données manquantes sont à compléter. |                              |                  |           |                                                                                        |
| mars 2001                                | 2014                         | Bernard Delporte | EXG       |                                                                                        |
| 2014                                     | En cours (au 8 octobre 2020) | Claudie Duthoit  |           | Vice-présidente de la CC du Val de Somme (2020 → 2023) Réélue pour le mandat 2020-2026 |

## Population et société

### Démographie
L'évolution du nombre d'habitants est connue à travers les recensements de la population effectués dans la commune depuis 1793. Pour les communes de moins de 10 000 habitants, une enquête de recensement portant sur toute la population est réalisée tous les cinq ans, les populations de référence des années intermédiaires étant quant à elles estimées par interpolation ou extrapolation. Pour la commune, le premier recensement exhaustif entrant dans le cadre du nouveau dispositif a été réalisé en 2004.

En 2022, la commune comptait 545 habitants, en évolution de +3,02 % par rapport à 2016 (Somme : −1,26 %, France hors Mayotte : +2,11 %).
| 1793 | 1800 | 1806 | 1821 | 1831 | 1836 | 1841 | 1846 | 1851 |
| ---- | ---- | ---- | ---- | ---- | ---- | ---- | ---- | ---- |
| 576  | 544  | 606  | 622  | 694  | 722  | 750  | 748  | 759  |

| 1856 | 1861 | 1866 | 1872 | 1876 | 1881 | 1886 | 1891 | 1896 |
| ---- | ---- | ---- | ---- | ---- | ---- | ---- | ---- | ---- |
| 742  | 775  | 764  | 715  | 728  | 683  | 666  | 618  | 583  |

| 1901 | 1906 | 1911 | 1921 | 1926 | 1931 | 1936 | 1946 | 1954 |
| ---- | ---- | ---- | ---- | ---- | ---- | ---- | ---- | ---- |
| 567  | 545  | 537  | 521  | 538  | 475  | 462  | 441  | 454  |

| 1962 | 1968 | 1975 | 1982 | 1990 | 1999 | 2004 | 2006 | 2009 |
| ---- | ---- | ---- | ---- | ---- | ---- | ---- | ---- | ---- |
| 401  | 358  | 337  | 337  | 342  | 387  | 419  | 413  | 479  |

| 2014 | 2019 | 2022 | - | - | - | - | - | - |
| ---- | ---- | ---- | - | - | - | - | - | - |
| 522  | 534  | 545  | - | - | - | - | - | - |

### Enseignement
L'école primaire publique de Cerisy compte 53 élèves à la rentrée 2017.
En 2025, le regroupement pédagogique intercommunal scolarise les enfants du village avec ceux de Sailly-le-Sec, Sailly-Laurette et Morcourt. Une classe est menacée de fermeture à la rentrée de septembre.

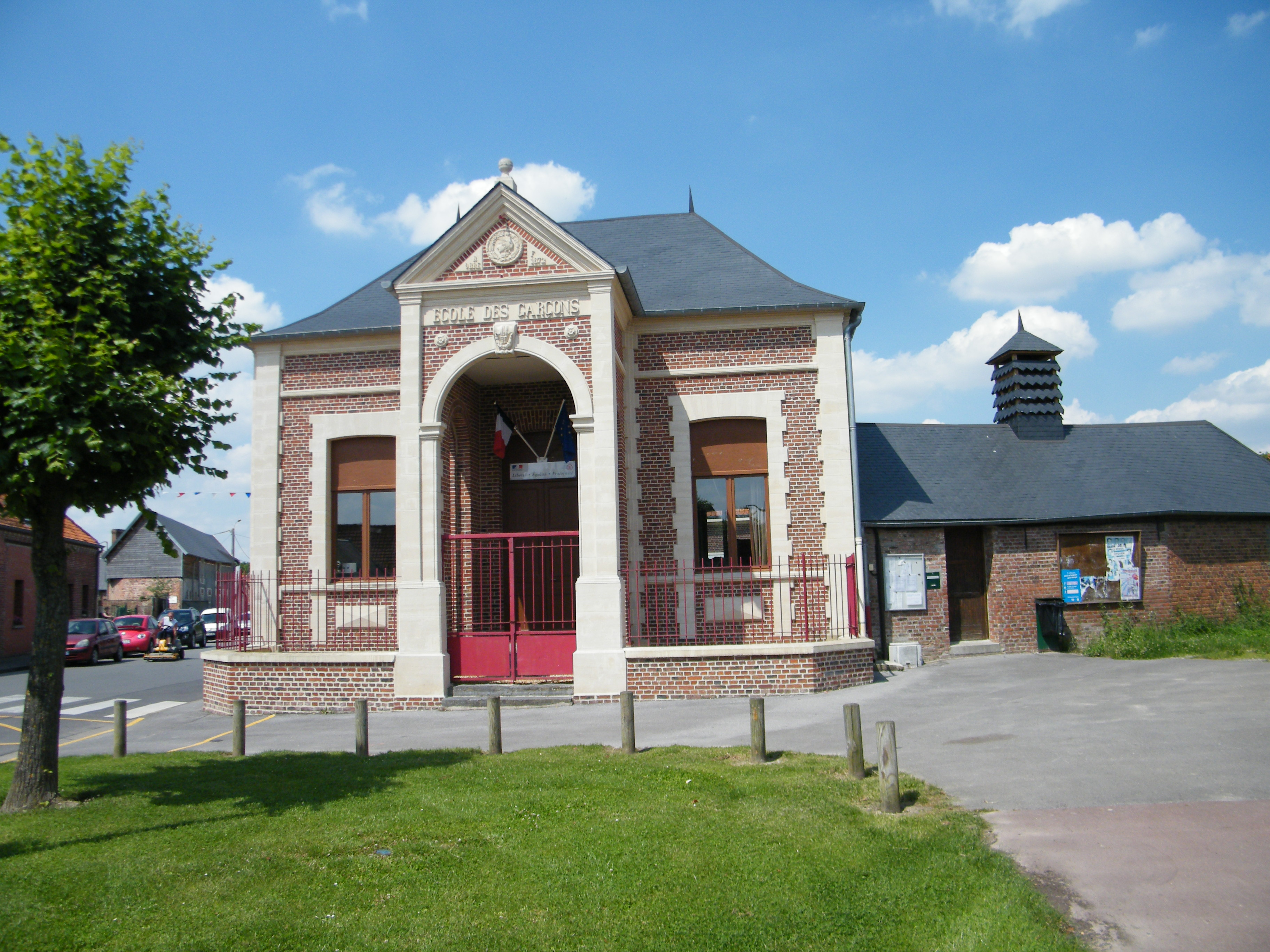
École des garçons, près de la mairie.
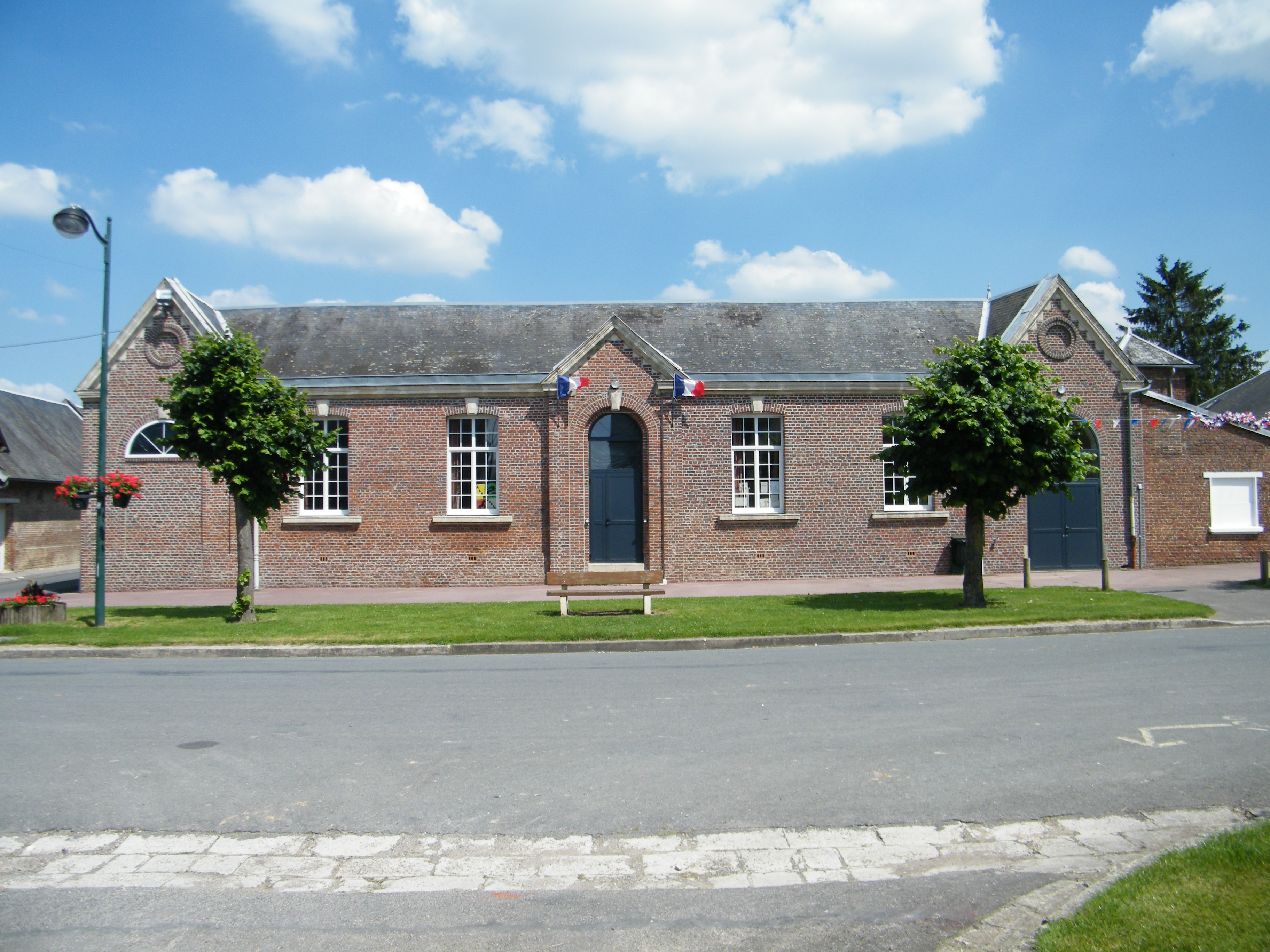
École longeant la rue principale.

### Sports
- Les footballeurs évoluent sur le stade Hubert Pasquier, nommé en l'honneur du fils du fondateur du club, mort à Auschwitz[29].
- L'édition 2012 de l'épreuve de course à pied des 100 km de la Somme[30] s'est déroulée le 13 octobre 2012. Le parcours a effectué un demi-tour dans Cerisy, autour de l'église ; au point kilométrique 63,77 km.

## Économie
Localement, l'activité dominante demeure l'agriculture.

## Culture locale et patrimoine

### Lieux et monuments
- Église Saint-Georges 
L'église est protégée en tant que monument historique  Classé MH (1919). Le clocher et la nef datent du XIIIe siècle, les murs extérieurs et les portes latérales du XVIe siècle, et le portail de 1977[31],[32].
Le clocher est doté d'un carillon qui sonne régulièrement des airs religieux comme l'Ave Maria ou des airs populaires tels que : Au clair de la lune, Le Bon Roi Dagobert, J'ai du bon tabac…

- Cimetières militaires : 
Trois cimetières militaires sont situés dans la commune[33],[34],[35] :
  - Nécropole nationale de Cerisy
  - Military cemetery

Des soldats britanniques, canadiens, australiens, allemands, français et même sud-africains reposent dans ces trois cimetières.

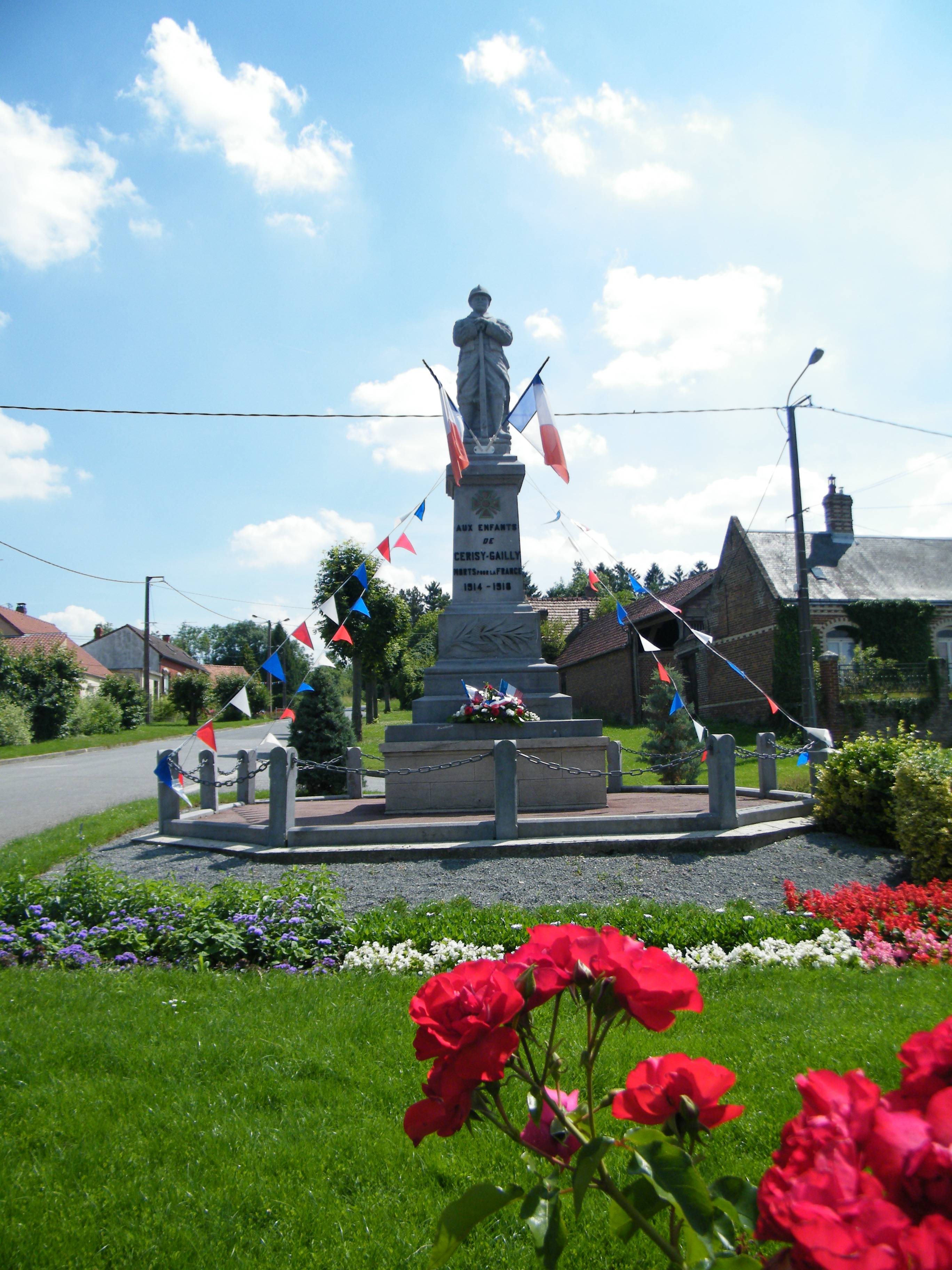
Monument aux morts.
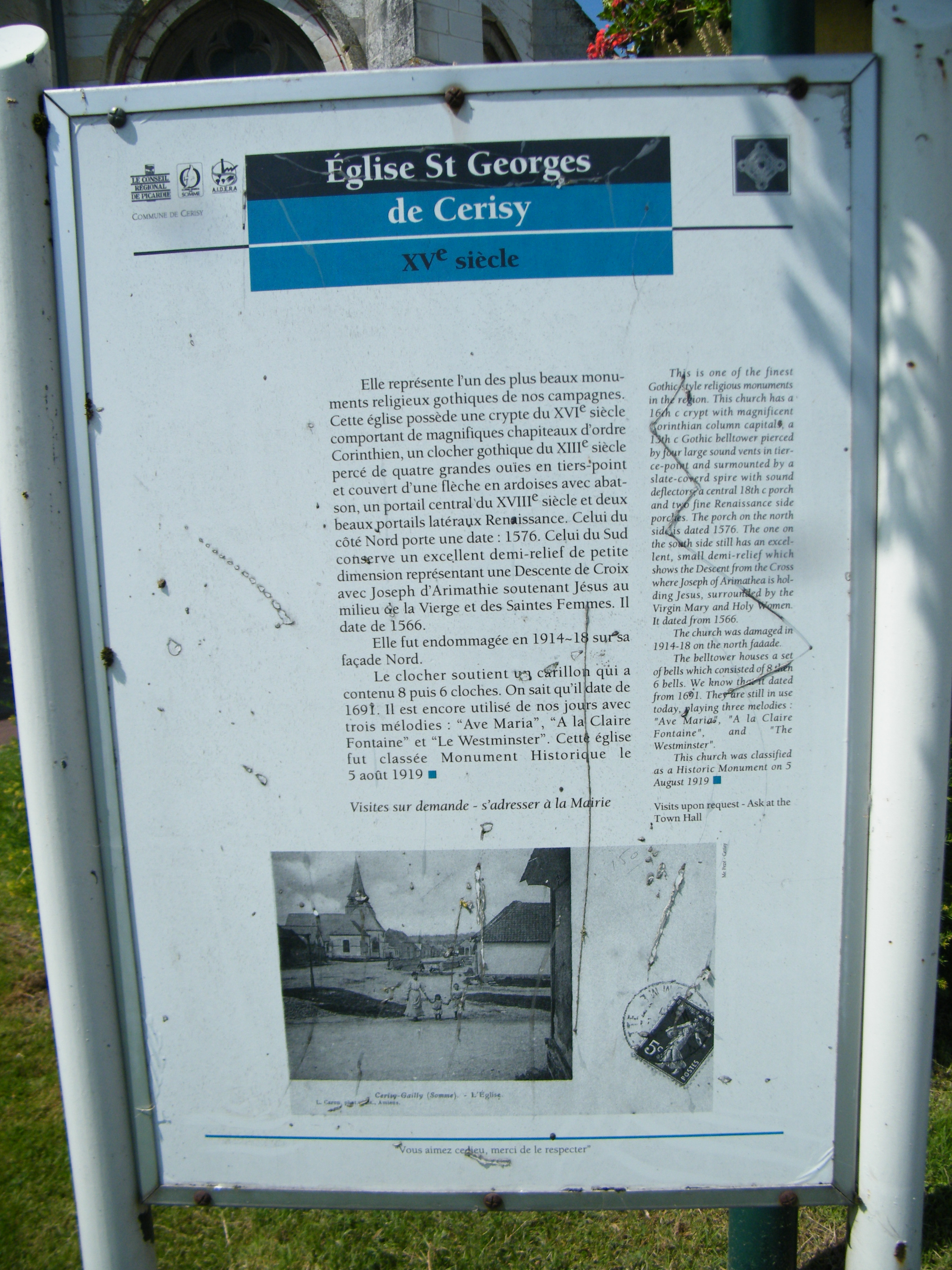
Informations historiques.
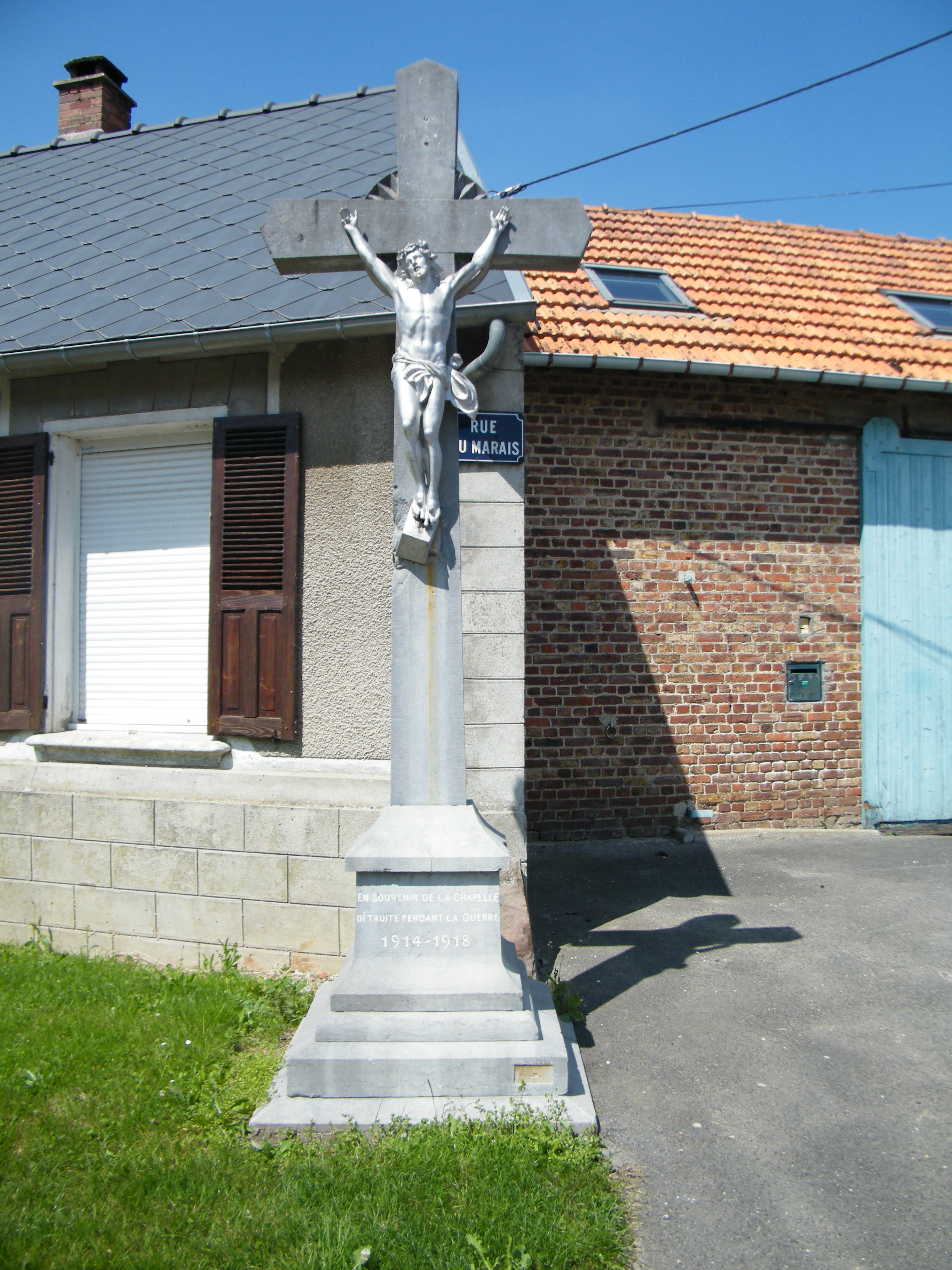
Calvaire remplaçant une chapelle détruite.
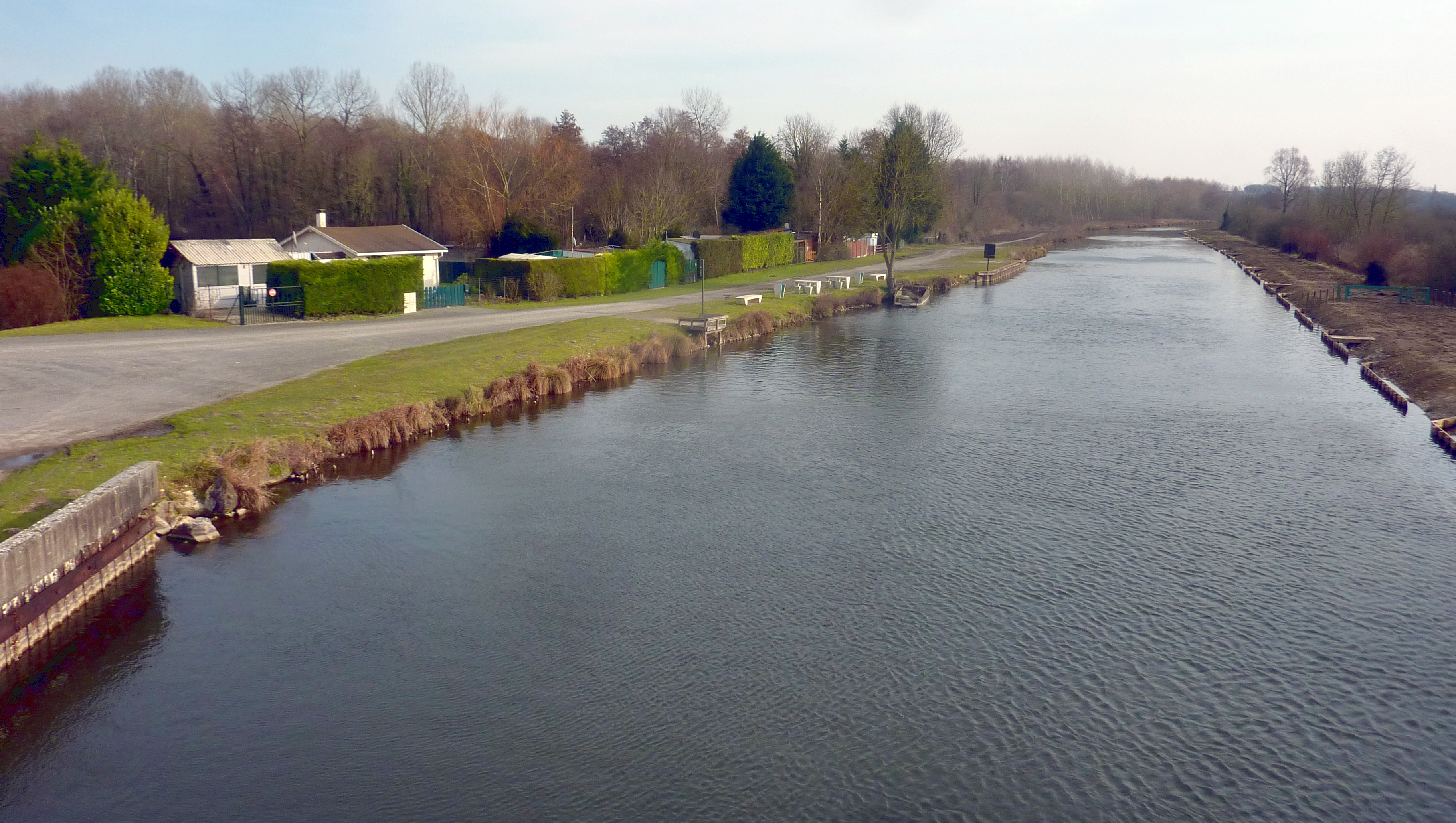
Le canal de la Somme entre Cerisy et Gailly.

### Personnalités liées à la commune
- Jean-Pierre Hyacinthe Calloc'h, né le 21 juillet 1888 à Groix et tombé au champ d'honneur le 10 avril 1917 à Courbat de Cerisy dans la Somme, poète de langue bretonne, et plus précisément en vannetais. Inhumé dans un cimetière militaire de la commune, son corps sera exhumé puis inhumé dans son île de Groix le 8 juillet 1923.

### Héraldique
|  | La commune de Cerisy a relevé les armes de la prévôté de Cerisy attribuées d'office à la prévôté en 1701, par Charles d'Hozier, dans l'Armorial général de France Volume 26, réalisé en 1696 sur ordre de Louis XIV. Blasonnement : - de sable aux deux pals dentelés d'or. Ornement extérieur : - Croix de guerre 1914-1918. |

## Pour approfondir